# Azat Artsaj
Azat Artsaj (en idioma armenio: Ազատ Արցախ, significando "Artsaj Libre") es el periódico oficial de la República de Artsaj publicado en armenio. Fue establecido el 16 de junio de 1923 en la ciudad de Stepanakert. Su editor jefe es Leonid Martirosyan.
El periódico ha tenido muchos nombres, originalmente se llamaba "Gejtchuk" (Գեղջուկ en armenio, que significa "Pueblerino"). Su nombre después fue cambiado a "Jorherdayin Karabaj" (Խորհրդային Ղարաբաղ - que significa "Karabaj Soviético"), y mucho tiempo después a "Artsaj" (Արցախ en idioma armenio; "Artsaj" es el nombre en esta lengua para la región de "Karabaj"), y luego, con el establecimiento de la República de Nagorno Karabaj, le fue cambiado su nombre a "República del Alto Karabaj" (ԼՂ Հանրապետություն en idioma armenio) y finalmente a "Azat Artsaj" (Ազատ Արցախ en armenio).
El periódico tiene una versión electrónica en armenio, ruso y en inglés.